# Toll Yagami
Takashi Higuchi (樋口隆, Higuchi Takashi) (Takasaki, 19 de agosto de 1962), conhecido exclusivamente pelo seu nome artístico Toll Yagami (ヤガミ トール, Yagami Tōru) um baterista japonês, mais conhecido por ser baterista da banda de rock Buck-Tick desde 1985. É o único membro do Buck-Tick que usa um nome artístico, e é irmão mais velho do baixista Yutaka Higuchi.

## Carreira
Sua primeira banda foi "Shout", em 1977. Toll entrou na banda Buck-Tick em 1985, substituindo Atsushi Sakurai como baterista, que entrou na posição de vocalista após a saida do vocalista Araki.
O músico formou o projeto secundário "Yagami Toll & The Blue Sky" em 2004 lançou seu primeiro álbum de estúdio, "1977/Blue Sky" em 24 de maio. O segundo álbum foi lançado em 19 de agosto de 2019 e intitulado "Wonderful Home -Thunder & Cold Wind-". No álbum, Toll toca bateria, Kenta Harada faz os vocais, Kaname toca baixo e faz vocais de apoio e Masato Yagi toca guitarra.
Em 19 de agosto de 2018 lançou sua autobiografia, intitulada 1977.

## Vida pessoal
É irmão mais velho de Yutaka Higuchi, o baixista do Buck-Tick. Tem uma irmã mais velha e um irmão mais velho já falecido.

## Discografia

### Yagami Toll & The Blue Sky
- 1977/Blue Sky (2004)
- Wonderful Home -Thunder & Cold Wind- (2019)